# Alekseevka (Temnikovskij rajon)
Alekseevka è un centro abitato della Russia.